# Воскресшие боги. Леонардо да Винчи
«Воскресшие боги. Леонардо да Винчи» — историософский роман Дмитрия Мережковского о Леонардо да Винчи. Впервые напечатан журналом «Мир Божий» в 1900 году, отдельным изданием вышел в 1901 году. Стал второй частью трилогии «Христос и Антихрист» (1895—1907).
Будучи идейно связан с первой и третьей книгами и развивающий идею автора о «движении истории как борьбы религии духа и религии плоти», роман обладает полной смысловой самостоятельностью и законченностью сюжета, в центре которого — жизнь итальянского гуманиста эпохи Возрождения Леонардо да Винчи (1452—1519).

## История создания
Как пишет О. Михайлов, Леонардо, его «страшный лик» и «змеиная мудрость» с особой силой влекли к себе Мережковского — как символ Богочеловека и Богоборца. Начиная с «Леонардо», писатель всего стремился, помимо книжного собирания источников, ещё непременно быть там, где происходило действие, видеть и ощущать тот воздух и ту природу. Писатель приступил к тщательному «исследованию темы»: этот процесс для него всегда был не столько подготовкой к творческому процессу, сколько его основной частью. Как подсчитал один из критиков, из тысячи страниц его романа о Леонардо да Винчи не менее половины приходится на подробные выписки, материалы и дневники.
К работе над романом Мережковский приступил сразу же по окончании работы над «Юлианом Отступником»: к этому моменту замысел всей трилогии в его творческом сознании уже полностью сформировался. Он погрузился в изучение эпохи Возрождения, а 1896 году Мережковский вместе с Гиппиус (и в сопровождении А. Волынского) совершил большое европейское «турне» — по маршрутам Леонардо да Винчи.
Как отмечалось впоследствии исследователями, путешествие носило странный характер — прежде всего из-за разыгравшегося в ходе его бурного и скандального романа Гиппиус и Волынского (завершившегося разрывом). Мережковский относительно его пребывал в неведении: он «наслаждался странствием, собирал материалы в обществе жены и друга». По замыслу писателя, путешественники, посетив Флоренцию и Милан, должны были затем в точности повторить маршрут Леонардо, сопровождавшего Франциска I: Фаэнци, Форли, Римини, Пезаро, Урбино, Равенна, Мантуя, Павия, Симплоне. Завершить путешествие предполагалось в замке Амбуаз, где Леонардо скончался.

Вы спрашиваете — хорошо ли мое путешествие. И очень хорошо, и очень дурно. Хорошо тем, что много и плодотворно работаю, дурно тем, что денег мало и благодаря этому я не могу работать так плодотворно, как бы мне этого хотелось. Вчера я был в селенье Винчи, где родился и провел детство Леонардо да Винчи. Я посетил его домик, который принадлежит теперь бедным поселянам. Я ходил по окрестным горам, где в первый раз он увидел Божий мир. Если бы Вы знали, как это все прекрасно, близко нам, русским, просто и нужно. Как это все освежает и очищает душу от петербургской мерзости. — Д. С. Мережковский в письме П. П. Перцову.
Годы работы над романом были омрачены скандалом, связанным с романом Гиппиус. А. Волынский, в отчаянии от разрыва с возлюбленной, принялся «мстить» её мужу: сначала отстранил его от работы в «Северном вестнике», потом опубликовал под своим именем заметки Мережковского о Леонардо, из-за чего был обвинён в плагиате. Надежда на авансирование «Леонардо да Винчи» и публикацию в «Северном вестнике» исчезла. 

Не знаю, где я буду печатать Леонардо, и это меня очень беспокоит. Неужели такой громадный труд не даст мне материального покоя и отдыха хоть на несколько времени? Вообще надо иметь мужество, чтобы так жить, как я теперь живу. — Мережковский — П. П. Перцову
В конечном итоге роман «Воскресшие боги. Леонардо да Винчи», завершённый в 1899 году и отвергнутый крупными изданиями «традиционной» направленности, был опубликован журналом «Мир Божий». Даже это стало возможно лишь благодаря давним (со времён «старого» «Северного вестника») дружеским связям Мережковского с семьей его издательницы А. А. Давыдовой (в её дочь Лиду Мережковский был в студенческие годы влюблен). Роман выглядел явно инородной публикацией в «журнале для юношества», придерживавшегося стойкого «либерального» направления.

## Содержание романа
Во втором романе трилогии Д. С. Мережковский (как отмечает критик О. Михайлов) «широкими мазками рисует эпоху Возрождения в противоречиях между монашески суровым Средневековьем и новым, гуманистическим мировоззрением, которое вместе с возвращением античных ценностей принесли великие художники и мыслители этой поры».
Начало романа перекликается с финалом «Юлиана Отступника», с «вещими» словами Арсинои о будущих далеких потомках, «неведомых братьях», которые «откопают святые кости Эллады, обломки божественного мрамора и снова будут молиться и плакать над ними». В одной из первых сцен «Леонардо да Винчи» откапывают ту самую статую Афродиты Праксителя, у подножья которой плакал маленький Юлиан.
По Мережковскому, противостояние двух «правд» и в эпоху Леонардо создаёт столь же неразрешимые проблемы, как это было во времена Юлиана. Художник, ищущий «синтез на путях научной истины», терпит поражение; живёт в состоянии раздвоения, пугая учеников возникающим в его облике призраком Антихриста. Второй роман трилогии, таким образом, не разрешая поставленных вопросов, выводит их развитие на новый уровень, перемещая фокус внимания автора с Запада на Восток.

### Сюжет
Купец Буонаккорзи, собиратель античности, находит статую Венеры. В качестве эксперта приглашается Леонардо да Винчи. Несколько молодых людей (один из них — Джованни Бельтраффио) обсуждают поведение странного художника. Христианский священник отец Фаустино, всюду видящий Дьявола, врывается в дом и разбивает прекрасную статую. Джованни поступает в ученики к Леонардо, который занимается постройкой летательного аппарата, пишет «Тайную вечерю», строит памятник герцогу Сфорца. Начинается знакомство Бельтраффио с Кассандрой: та убеждает его в необходимости поверить в старых олимпийских богов.
Леонардо — на службе у герцога Моро, правителя Флоренции. Проекты строительства соборов и каналов кажутся последнему слишком смелыми. Герцог при этом оказывается причастен к смерти Джан-Галеаццо, друга Леонардо, в чём многие подозревают последнего, как безбожника и колдуна. Тем временем Бельтраффио размышляет об учителе: тот представляется ему попеременно — то святым, то Антихристом. Под влиянием проповедей Савонаролы Джованни уходит от Леонардо, чтобы стать послушником. Савонарола собирает «Священное Воинство» в крестовый поход против римского Папы. Воинство, куда входит и Джованни, громит дворцы, жжет книги, разбивает статуи, врывается в дома «нечестивцев», сжигает творение Леонардо — картину «Леда и лебедь». Джованни, потрясённый увиденным, возвращается к учителю.
Савонарола, утрачивая влияние, оказывается в тюрьме; герцог обращается к религии. В Италию вступают французские войска, и Леонардо ждут новые испытания. Он поступает на службу к Чезаре Борджа; здесь — вновь размышляет о власти, церкви, опасности знаний. Неожиданные опасности таят и конфликты с соперниками: Микеланджело и Рафаэлем.
Бельтраффио вновь встречается с Кассандрой, которая, соблюдая христианские обряды, остаётся язычницей. Она гибнет, становясь жертвой охоты на ведьм, развязанной инквизицией. В Италии идет гражданская война; Леонардо с Джованни переезжает в Рим, ко двору папы Льва X. Здесь вновь козни против него строит Микеланджело, пытающийся убедить Папу в том, что Леонардо — изменник.
Джованни Бельтраффио находят повешенным: выясняется, что он покончил с собой от мысли, что Христос и Антихрист — одно и то же. Леонардо умирает, не построив летательной машины и не разрешив своих сомнений.

## Отзывы критики
Роман был неоднозначно принят критикой. Как отмечает о. А. Мень, Мережковский «изобразил проповедника Савонаролу безумцем», а Леонардо да Винчи обрисовал «по образцу некой абстрактной модели, заимствованной у Ницше». Современные Мережковскому критики отмечали здесь влияние и той стороны ницшеанства, которая «заменяет мораль преклонением перед силой и ставит искусство по ту сторону добра и зла».
Как отмечает О. Михайлов, в романе «проступает некая нарочитость, заданность»; вместе с возрождением античного искусства «воскресают» и боги древности. И всё же главным в романе, на его взгляд, является «не отвлеченная концепция, а сам великий герой, гениальный художник и мыслитель».

## Адаптации

### Аудиокнига
Аудиоверсию романа исполнил Степан Старчиков.

## Переводы
- На английский язык роман был переведён Гербертом Тренчем (Herbert Trench). Переведённый роман опубликован под названием «The Forerunner» в Великобритании в 1902 году и под названием «The Romance of Leonardo de Vinci» в США 1904 году[5].
- На французский язык роман был переведён Jacques Sorrèze (1867–1923). Переведённый роман опубликован под названием «Le Roman de Léonard de Vinci» в 1907 году.
- На польский язык роман был переведён Eugenia Żmijewska (1865–1923). Переведённый роман опубликован под названием «Zmartwychwstanie Bogów» в 1902 году.